# 杜比夫卡 (沃洛季米列齊區)
51°25′19″N 26°13′55″E / 51.42194°N 26.23194°E
杜比夫卡（烏克蘭語：Дубівка），是烏克蘭西北部的村莊，隸屬里夫內州的瓦拉什區。該村始建於1693年，面積20.6平方公里，海拔高度163米，2001年人口796，人口密度每平方公里38.6人。